# Capachakulturen
Capacha-kulturen är döpt efter Capacha som ligger cirka 6 kilometer nordost om orten Colima i den mexikanska delstaten Colima. Kulturen upptäcktes 1939 av den amerikanska arkeologen Isabel  Kelly, som gjorde utgrävningar i Colima-området. Likheter mellan denna kultur och samtida keramik i regionen Ecuador tyder på att det fanns starka kopplingar mellan kulturerna i västra Mexico och kulturerna i Anderna.

## Capachakulturen

### Kulturens ursprung
Arkeologer erkänner att i mesoamerika var främst den olmekiska kulturen moderkultur. Men i västra Mexiko har man hittills inte hittat några spår från denna kultur. Det finns inte ens många bevis för påverkan av Teotihuacán, den centrala mesoamerikanska kulturen under den klassiska perioden. Colima och andra delar av västra mesoamerika hade egna kulturer med egna särdrag. Colimas konstnärliga uttryck finns framför allt i keramiska offergåvor i schaktgravar. De speglar ett samhälle som är mer ledigt, fritt, jämlikt, med klara drag av familjer och hushåll i kulturen. Kvarlevorna var helt annorlunda än de konstnärliga uttryck i andra samhällen. Detaljrikedomen och den konstnärliga kvaliteten hos bilder av kvinnor, män, hundar, papegojor, fladdermöss, ormar etc., och skulpturer, vittnar om att konstnärerna noggrant observerade dessa vardagliga objekt som avbildades. Utgrävningar i Colima och Michoacán har visat på åtminstone två rötter, lika gamla som olmekerna. De två är Capacha och El Opeño. I Capacha gjordes begravningar före 1500 f.Kr. som inkluderar vackra keramiska bules och vaser med så kallade Stigbygelhandtag och vissa typfigurer.
Kulturens namn togs från den arkeologiska utgrävningsplatsen Capacha i kommunen Colima. Kulturen var den äldsta kulturen i Colimadalen med mer komplexa drag. Kulturen utvecklades i regionen mellan ca. 2000 och 1200 f.Kr. Capachakulturen var samtida med andra viktiga regionala kulturella utvecklingar, såsom El Opeño, Michoacán och den första Tlatilco-fasen i Mexikodalen. Den geografiska spridningen av Capachakeramik täcker Stillahavskusten, mellan delstaterna Sinaloa i norr och Guerrero i söder. Särskilt viktiga är de begravningar som upptäcktes av Gordon F. Ekholm i Guasave i Sinaloa.
Utvecklingen av olika kulturstadier i detta område fortsatt fram till den spanska erövringen. Dessa kulturer har delats in i sju faser av Kelly. Faserna är uppkallade efter de platser där fynden först gjordes: Capachafasen, Orticesfasen, Comalafasen, Colimafasen, Armeríafasen, Chanalfasen och Periquillosfasen. Även om det finns några gemensamma drag kan inte dessa kulturer räknas som en utan det rör sig om flera olika kulturer i västra Mexiko.

### Kulturernas kronologi
| Tidsindelning allmänt                                                                         | Period                             | Från år    | till år    | Beskrivning: |
| --------------------------------------------------------------------------------------------- | ---------------------------------- | ---------- | ---------- | --- |
| Tidig förklassisk 2500 till 1200 f.Kr.                                                        | 1.Capachafasen                     | 1500 f.Kr. | 1000 f.Kr. | Keramik har hittats bara som gravgåvor, inte från boplatser. De karakteristiska formerna för keramik var guaje eller bule                                                                           |
| Mellersta förklassiska 1200 till 400 f.Kr. och under Sen förklassisk 400 f.Kr. till 200 e.Kr. | 2.Orticesfasen                     | 500 f.Kr.  | 500 e.Kr.  | Schaktgravar utvecklades med gravkammare under jord, med antropomorfa eller zoomorfa kärl |
| Tidigklassisk 200 till 400 e.Kr.                                                              | 3.Comalafasen                      | 100 e.Kr.  | 700 e.Kr.  | Traditionen med schaktgravar fortsatte. Keramiken nådde sin maximala estetiska utveckling, med vackra bitar                                                                                         |
| Tidigklassisk 200 till 400 e.Kr.                                                              | 4.Colimafasen                      | 400 e.Kr.  | 600 e.Kr.  | Schaktgravstraditionen försvann gradvis och planerade städer växte fram, med torg och högar. Tillverkning av stenfigurer. Keramiken upphörde att förfinas och blev mer utformad för sin användning. |
| Senklassisk 600 till 900 e.Kr. Från denna period finns det influenser från Mesoamerika        | 5.Armeríafasen 500 till 1000 e.Kr. | 500 e.Kr.  | 1000 e.Kr. | Keramiken är geometrisk med enkel linjedekor. |
| Tidig postklassicism 900 till 1200 e.Kr.                                                      | 6.Chanalfasen                      | 1000 e.Kr. | 1500 e.Kr. | Städer som El Chanal dök upp, i likhet med högländerna, som integrerar stenelement med gudars representationer. Keramiska figurer blir solida och metallartefakter skapas.                          |
| Sen postklassisk 1200 till 1500 e.Kr.                                                         | 7.Periquillosfasen                 | 1000 e.Kr. | 1500 e.Kr. | Tre herravälden har militär och kommersiell kontroll: Aliman, Coliman och Cihuatlan-Tepetitango. Keramiken är grov med mer stiliserade drag och primitivt utseende.                                 |

## Viktiga fyndplatser
Capachakulturen har nio särskilt viktiga fyndplatser i den östra halvan av delstaten Colima. Arkeologiska fynd från denna tradition har upptäckts också i delstaterna Nayarit, Jalisco, Sinaloa, Guerrero, Morelos, Michoacán och Mexiko.

### El Opeño
El Opeño är en arkeologisk plats i kommunen Jacona i delstaten Michoacán. Det är en förspansk plats, främst känd från det keramiska materialet som finns i begravningskomplexen på platsen, som har daterats till den sena förklassiska mesoamerikanska perioden. Platsens betydelse i mesoamerikansk arkeologi beror på dess ålder och den stora spridningen av dess stil, samtida med andra inhemska kulturutvecklingar som Capacha-kulturen och tidigare Chupícuaro. El Opeño-gravarna är de äldsta i Mesoamerika. De har daterats till omkring 1600 f.Kr., därför föregår de de Olmec-kulturens utveckling, med huvudcentra i Mexikanska golfens kust och blomstrade några århundraden senare.

### La Campana
Platsen ligger bara några kilometer från Capacha, och är belägen i närheten av staden Colima. Platsen är uppsatt på den mexikanska listan över arkeologiska arv sedan 1917. Denna plats hade den största befolkningen i västra Mexiko före spanska väldet. Vissa av platsens särdrag är relaterade till den klassiska Teotihuacan-kulturen.

### Los Ortices
Arkeologer anger att perioden varar mellan 300 f.Kr. och 300 e.Kr. Fyndplatsen ligger sydväst om Colima, i närheten av byn Los Ortices. Denna inhemska bosättning var mer utvecklad än Capacha. Den tillverkade finare keramik och man tillverkade också stenskulpturer. De begravde sina döda i schaktgravar.

### Armería och Colima
Dessa platser är kronologiskt placerade mellan 600 och 1100 e.Kr. De ligger i ett område öster om staden Colima, i stadsdelen El Moralete. Denna grupp utvecklade ett hantverk med något mer primitiva drag än de andra. De hade en mindre keramik och byggde grövre schaktgravar.

### El Chanal
El Chanal är namnet på en förcolumbiansk ruinstad i västra Mexiko, några kilometer från staden Colima. Den förhistoriska bosättningen var utbredd över 100 hektar och var ett viktigt regionalt centrum. Bland annat finns tretton små pyramider och stenväggar prydda med reliefer bevarade. Platsen var bebodd från cirka 1100 till 1400 e.Kr. El Chanal utvecklade en särskild representativ stil. I mitten av 1900-talet hittades en trappstegspyramid. I början av 1990-talet upptäcktes esplanader, tempel, torg och en bollplan. Det var arkitektoniska bevis på en kultur som hade nått stadiet av högkultur. Redan 1520 hade denna kultur försvunnit och bara några enstaka infödda underlydande staden Tecomán fanns kvar i området.
Platsen hålls öppen för besökare flera dagar i veckan. En stor del av de arkeologiska fynden kan ses i Museo de las Culturas de Occidente María Ahumada de Gómez i Colima.

## Definition av kulturerna i området
Kulturen kan definieras  med tre kulturinslag: Capacha-keramik, schaktgravar och kulturella förbindelser med Sydamerika.

### Capacha-keramik

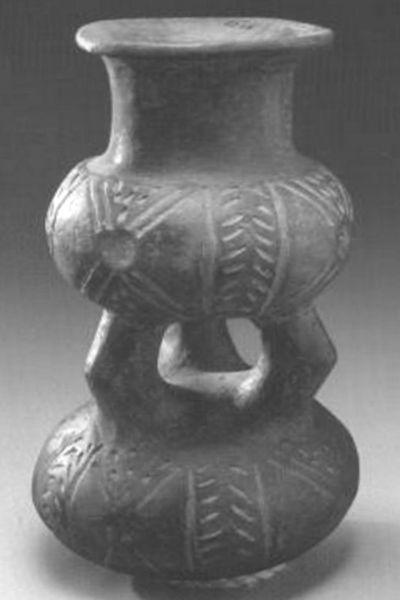
Kärl från Capachakulturen

Keramiken har daterats med termoluminiscens och kol-14-metoden på olika platser i delstaten Colima, San Blas, Ixtapa och Tomatlán (Jalisco) har gett dateringar mellan 1320 f.Kr. och 220 f.Kr. Keramiken är i allmänhet monokromatisk (enfärgad) med inskuren dekor. Det originella hos Capachakulturen var två speciella typer av keramik: en typ med bred hals vars allmänna form påminner om två klotformiga vaser staplade på varandra, kallad "Bule". Och en bredhalsad keramik som består av två klotformiga vaser som var sammankopplade med varandra med två eller tre rör. Formen på denna keramik påminner om vaserna med stigbygelhandtag i den sydamerikanska traditionen.

### Schaktgravar
Keramik från Colima-kulturer deponerades främst som offergåvor i gravar. Schaktgravarnas begravningskammare hade tillträde genom ett schakt, som gett gravarna deras namn. Konstruktionen av gravarna gjordes normalt genom att gräva sig ner i tepetate, en hård markyta, ofta av vulkaniskt ursprung. Djupet varierade beroende på markens hårdhet. Ibland hade schaktet trappsteg och ibland en vertikal cirkulär kanal, med en diameter på 1,20 till 1,40 m. Gravarna hade en, två eller tre små kammare, och liknade bakugnar. Offergåvorna placerades oftast bredvid den avlidne. Offergåvor kunde inkludera keramik med olika motiv, de kunde föreställa män eller kvinnor i någon verksamhet, eller vittna om de gravlagdas liv som jägare, musiker, bönder etcetera. Gåvorna kunde innehålla föremål från dagligt bruk eller prydnadsföremål, eller deras Nahual. Deras Nahual representerade en färdkamrat till underjorden – dödsguden som leder själen genom de nio strömmar som skiljer den avlidne från himlen.
Efter begravningen förseglades gravarna med stenplattor eller metates och schaktet fylldes med jord. Denna typ av gravkammare dök upp under den mellersta förklassiska och den tidiga klassicismen. Gravarna finns förutom i västra Mexiko även i Colombia. Då denna begravningstradition försvann etablerades en förändring i gudsdyrkan. Möjligen ledde detta till byggandet av ceremoniella centra och torg. Denna förändring kan vara ett resultat av migranter från höglandet. Under Armeria-fasen som varade från 500 till 1000 e.Kr. förändrades keramiken. Man byggde konstruktioner för försvar och samtidigt började framställningar av höglandets gudar, som Tláloc och Huehueteotl dyka upp. Under Chanalfasen (1000–1500 e.Kr.) döpt efter staden, byggdes städer som El Chanal och La Campana, med torg, plattformar och pyramider byggda med stenar, en karakteristisk aspekt av områdets arkitektur.

### Sydamerika
Det finns likheter mellan västra Mexiko och Sydamerika. Gemensamt var byggandet av schaktgravar på båda platserna. Gemensamma kulturdrag finns mellan länder på stora avstånd Mexiko, Colombia, Ecuador och Peru. Slutsatsen är att det fanns någon typ av kontakt med båtar utmed kusten. Några fynd från 200-700 e.Kr. som visar detta hittades vid Treasure Beach på Colima-kusten. Så kallade Nahual ingår i gravarna, i olika djurformer. De var mycket lika dessa i Mochica-kulturen i Peru. Andra kan knytas till machalillakulturen i Ecuador. Enligt Isabel Kelly finns praktiskt taget alla Capachas utmärkande egenskaper också i norra sydamerikanska keramiksamlingar.